# Ženská basketbalová liga
La ŽBL (per esteso Ženská basketbalová liga, alla lettera Lega Femminile di Pallacanestro) è il massimo campionato della Repubblica Ceca di pallacanestro femminile.

## Storia
La competizione nacque nel 1993 dopo la scissione dell'ex Cecoslovacchia e la conseguente sparizione del campionato femminile di pallacanestro cecoslovacco, il campionato ceco sorse assieme a quello slovacco, che dall'anno della separazione della Cecoslovacchia è autonomo.

## Organico
- ZVVZ USK Praga
- Brno
- Sokol HK
- Královo Pole Brno
- BK Loko Trutnov
- BLK Slavia Praga
- Slovanka MB
- SBŠ Ostrava
- U19 Chance Strakonice
- Levhartice Chomutov

## Albo d'oro
- 1993-94  ZVVZ USK Praga
- 1994-95  ZVVZ USK Praga
- 1995-96  Brno
- 1996-97  Brno
- 1997-98  Brno
- 1998-99  Brno
- 1999-00  Brno
- 2000-01  Brno
- 2001-02  Brno
- 2002-03  Brno
- 2003-04  Brno
- 2004-05  Brno
- 2005-06  Brno
- 2006-07  Brno
- 2007-08  Brno
- 2008-09  ZVVZ USK Praga
- 2009-10  Brno
- 2010-11  ZVVZ USK Praga
- 2011-12  ZVVZ USK Praga
- 2012-13  ZVVZ USK Praga
- 2013-14  ZVVZ USK Praga
- 2014-15  ZVVZ USK Praga
- 2015-16  ZVVZ USK Praga
- 2016-17  ZVVZ USK Praga
- 2017-18  ZVVZ USK Praga
- 2018-19  ZVVZ USK Praga
- 2019-20  ZVVZ USK Praga
- 2020-21  ZVVZ USK Praga
- 2021-22  ZVVZ USK Praga
- 2022-23  ZVVZ USK Praga
- 2023-24  ZVVZ USK Praga
- 2024-25  ZVVZ USK Praga

## Vittorie per club
| Club           | Città | Titolo | Anno |
| -------------- | ----- | ------ | --- |
| ZVVZ USK Praga | Praga | 18     | 1994, 1995, 2009, 2011, 2012, 2013, 2014, 2015, 2016, 2017, 2018, 2019, 2020, 2021, 2022, 2023, 2024, 2025 |
| Brno           | Brno  | 14     | 1996, 1997, 1998, 1999, 2000, 2001, 2002, 2003, 2004, 2005, 2006, 2007, 2008, 2010                         |